# Kovárenský rybník
Kovárenský rybník o výměře vodní plochy 1,25 ha se nachází v polích asi 0,3 km severovýchodně od centra obce Miřetice v okrese Chrudim. Přístup na hráz Kovárenského rybníka je po místní komunikaci spojující osady Holčí a Na Račanech. Rybník Kutín je historické vodní dílo, jehož vznik je doložen již před více než 300 lety. Kovárenský rybník spolu s okolní slatinnou loukou, kde se vyskytují vzácné druhy rostlin (např. svízel severní) je registrovaným významným krajinným prvkem. 
Rybník je v současnosti využíván pro chov ryb.

## Galerie

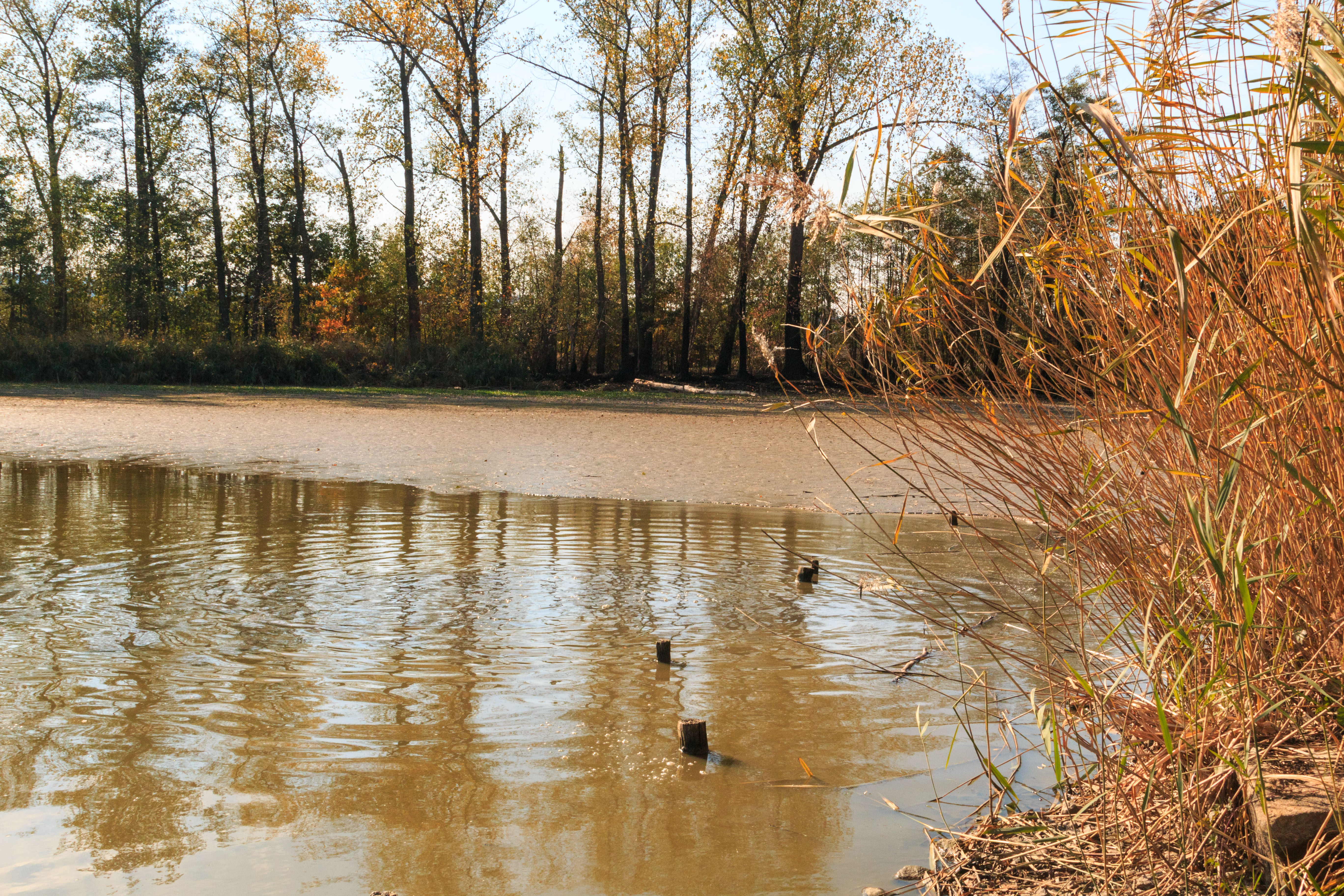
pohled na Kovárenský rybník
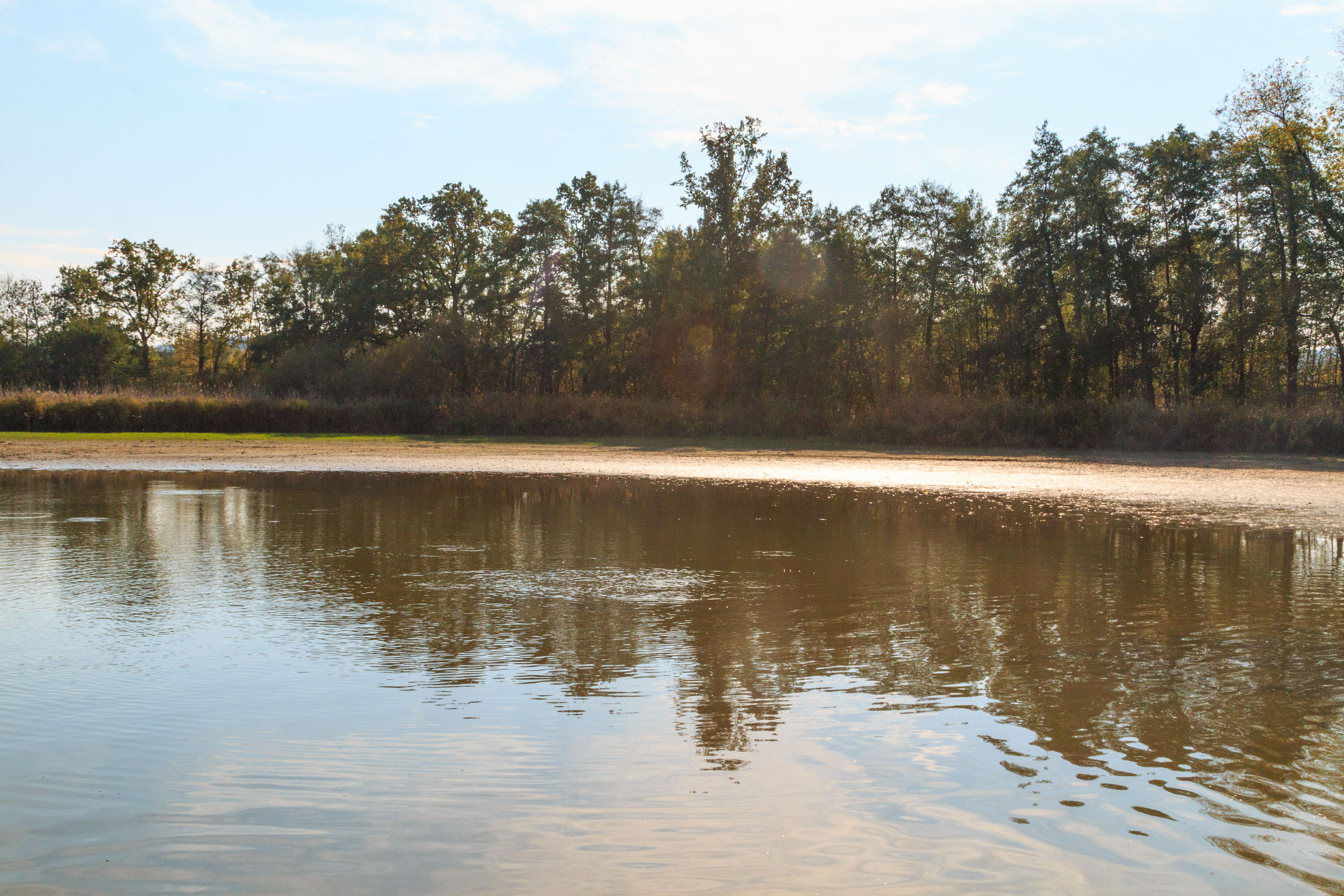
pohled na Kovárenský rybník
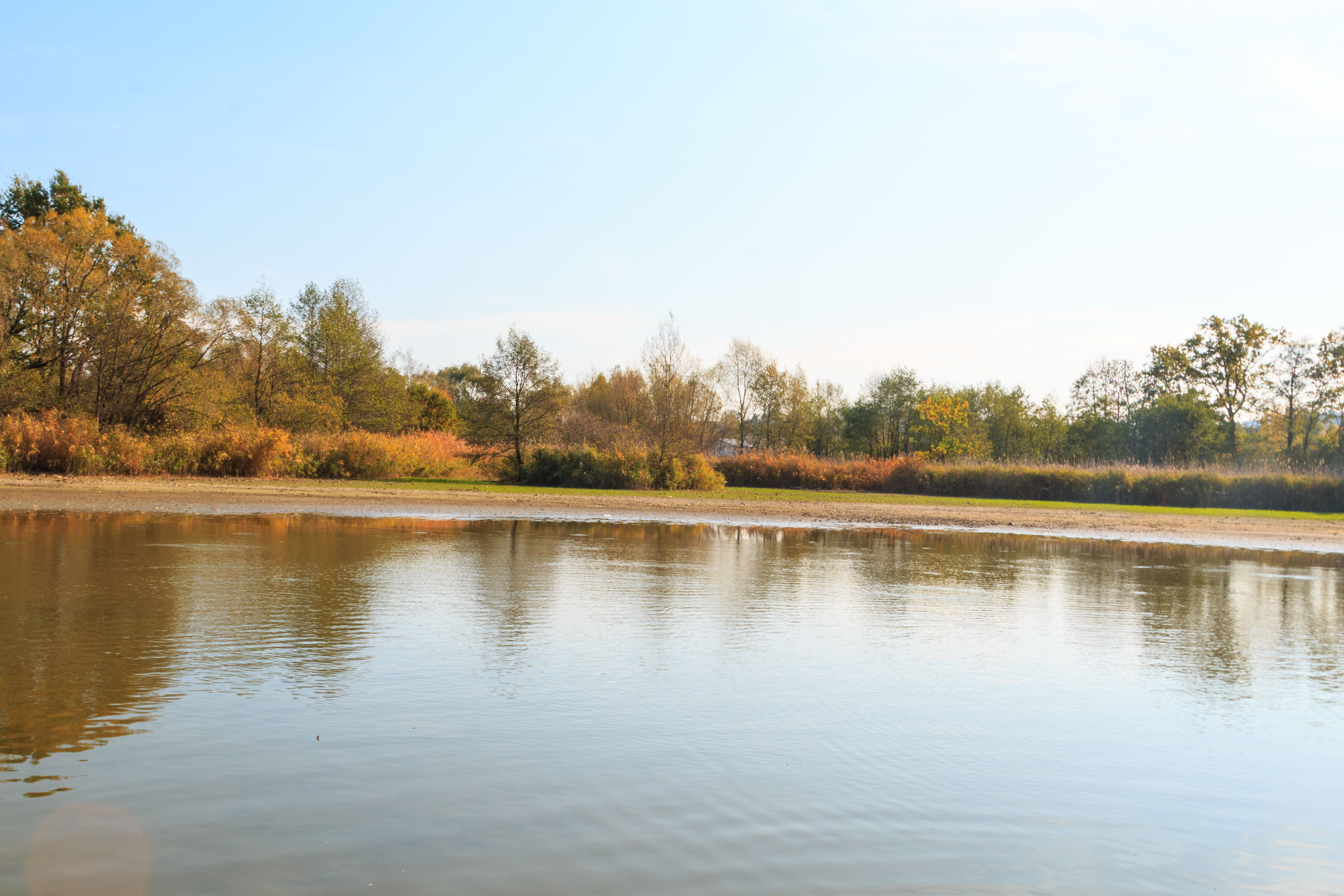
pohled na Kovárenský rybník